# 弗吉尼亚·哈密顿·亚代尔
弗吉尼亚·哈密顿·亚代尔（Virginia Hamilton Adair，1913年2月28日—2004年9月16日）是一位美國詩人，以她在晚年（1996年）出版的Ants on the Melon而聞名。

## 背景
亚代尔出生于布朗克斯区，成長于新泽西州蒙特克莱尔。她不喜歡“Mary”這個名字，并像小大人一樣放棄它。
幼年時被她父親的詩作影響，6歲開始自己寫詩。
他承認自己的英語文学士于1933年來自霍利约克山学院，文學碩士來源于拉德克利夫学院。她在加州州立理工大学當了數年教授。

## 职业
儘管她在1930年代和1940年代在Saturday Review、The Atlantic和The New Republic 發表過作品，但在以后幾近50年中沒有發表。有很多原因，讓她不關注于發表自己的作品。包括1936年與歷史學家Douglass Adair結婚、照看孩子和學術生涯。也因為她不喜歡出版世界的遊戲規則。
隨著丈夫在1968年自殺、退休和青光眼，她在1990年代重新開始發表作品。亚代尔的朋友兼同行Robert Mezey轉交了一些她的作品給Alice Quinn，The New Yorker的詩歌編輯。The New Yorker在1995年發布了她的作品，后來發表了"Ants on the Melon"。之后亚代尔的作品經常出現在The New Yorker和The New York Review of Books里。

## 外部連結
- Virginia Hamilton Adair Collection at the Cal Poly Pomona University Library
- List of links
- PBS （页面存档备份，存于）
- Vassar website
- Interview （页面存档备份，存于）